# Rödsvatten, Bohuslän
Rödsvatten är en sjö i Orusts kommun i Bohuslän och ingår i Göta älv-Bäveåns kustområde. Sjön är 13,8 meter djup, har en yta på 0,661 kvadratkilometer och befinner sig 24,4 meter över havet. Vid provfiske har abborre, gädda och mört fångats i sjön.

## Delavrinningsområde
Rödsvatten ingår i det delavrinningsområde (646000-125342) som SMHI kallar för Utloppet av Rödsvatten. Medelhöjden är 53 meter över havet och ytan är 19,13 kvadratkilometer. Det finns inga avrinningsområden uppströms utan avrinningsområdet är högsta punkten. Avrinningsområdets utflöde mynnar i havet. Avrinningsområdet består mestadels av skog (53 %), öppen mark (17 %) och jordbruk (24 %). Avrinningsområdet har 0,64 kvadratkilometer vattenytor vilket ger det en sjöprocent på 3,3 %.